# Carsia coarctata
Carsia coarctata är en fjärilsart som beskrevs av Edward Alfred Cockayne 1952. Carsia coarctata ingår i släktet Carsia och familjen mätare. Inga underarter finns listade i Catalogue of Life.